# Убить «Шакала»
Убить «Шакала» — советский фильм режиссёра Григория Кохана. Экранизация повести Николая Оганесова «Визит после полуночи».

## Сюжет
В Алуште совершено разбойное нападение на инкассаторов, оперативникам известна только кличка одного из нападавших — «Шакал». Тем временем, в Киев из Алушты на поезде возвращается компания людей, один из которых убит. Прибывший на поезд сыщик Петров после проведения следственных действий связывает эти два преступления и, понимая, что Шакал один из пассажиров и именно он убил потерпевшего, приступает к отработке версии «убийца всё ещё в поезде».
Под подозрением оказываются все члены компании, поскольку так или иначе у каждого из них был мотив для убийства, но кто из них Шакал? Эту головоломку Петров должен решить до прихода поезда в Киев, чтобы оперативно задержать бандита.

## В ролях
| Актёр                | Роль                                                                               |
| -------------------- | ---------------------------------------------------------------------------------- |
| Евгений Жариков      | начальник уголовного розыска линейного отделения милиции Николай Алексеевич Петров |
| Олег Масленников     | Сержант                                                                            |
| Нина Колчина         | Татьяна Николаевна Жохова                                                          |
| Давид Бабаев         | Станислав Михайлович Жохов                                                         |
| Римас Моркунас       | Эрих                                                                               |
| Евгений Смирнов      | Владимир Квасков                                                                   |
| Вячеслав Езепов      | Родион Романович Лисневский                                                        |
| Бимболат Ватаев      | Тимур                                                                              |
| Александр Быструшкин | Виталий Фёдорович Рубин                                                            |
| Юрий Мажуга          | проводник 5-го вагона Гаврилыч                                                     |
| Степан Олексенко     | эксперт-врач Геннадий Борисович Волобуев                                           |
| Леонид Бакштаев      | эксперт-фотограф Юрий Сергеевич                                                    |
| Нина Ильина          | Официантка                                                                         |

## Художественные особенности
Детектив поставлен в камерной манере, сюжет практически полностью развивается в вагоне поезда в течение одной ночи, и в некотором роде повторяет завязку романа Агаты Кристи Убийство в «Восточном экспрессе».
Ранее был снят фильм «Дополнительный прибывает на второй путь», в котором расследование также проводится в поезде.
В фильме проводник, которого играет Юрий Мажуга упоминает фильм «Рождённая революцией». В этом фильме исполнитель роли начальника уголовного розыска Петрова — Евгений Жариков играл главную роль Николая Кондратьева, а Юрий Мажуга играл участкового инспектора Санько. Режиссёром фильма «Рождённая революцией» также был Григорий Кохан.